# Fritz Rumpf
Fritz Rumpf (né le 16 février 1856 à Francfort-sur-le-Main, mort le 23 juillet 1927 à Potsdam) est un peintre allemand.

## Famille

### Ascendance
Son grand-père est Friedrich Karl Rumpf (de), philologue, fils d'un pasteur. Il épouse en 1805 Christine Margarethe Fresenius, fille d'un pasteur. Ils ont huit enfants, dont quatre seront adultes.
Son père Remigius Ernst Friedrich Karl Rumpf (1811-1893) est conseiller juridique de Francfort-sur-le-Main.

### Descendance
Il rencontre Margarethe Gatterer (née le 8 mars 1862), originaire de la Souabe, qu'il épouse sans connaître sa famille de Francfort à Berlin. Il a six enfants avec elle, notamment :
- Friedrich Karl Georg Rumpf (de), japonologue.
- Andreas Rumpf (de), archéologue

De Charlottenbourg, la famille déménage à Potsdam, à proximité. Le peintre paysagiste et d'architecture y trouve des motifs de style baroque et rococo. Cette préférence de motif l'incite également à s’installer à Wurtzbourg en 1893.
En 1893, après la mort de son père Remigius Ernst Friedrich Karl Rumpf et d'autres héritages, il devient riche, de sorte que ses amis berlinois lui font connaître une offre favorable : un terrain légèrement surélevé sur le lac sacré (de) à Potsdam. Avec un ami d'école de Francfort, l'architecte Gustav Meyer, il y construit de 1894 à 1895, sur un terrain de 2 200 m2, une grande villa richement décorée avec une façade en brique. Il dispose de 740 m2 habitables répartis sur quatre étages. À l'intérieur, elle est meublée avec des colonnes baroques et un décor rococo dans le salon et une salle Empire. La famille Fritz Rumpf maintient un lieu de rencontre ouvert pour les artistes dans sa villa située dans la banlieue de Berlin, Ludwig-Richter-Straße 17. De nombreux artistes tels que Lovis Corinth ou l'actrice Tilla Durieux sont invités. Rumpf est conseiller municipal pour la préservation du paysage urbain de Potsdam. Il est l'un des initiateurs du musée de Potsdam (de), fondé en 1909, mécène de la collection d'expositions de Potsdam et cofondateur de l'été culturel de Potsdam.

## Formation
Le père Remigius Ernst Friedrich insiste d'abord pour que son fils, Fritz Rumpf, étudie dans une banque à Francfort. Il lui permet de rester plus longtemps à Lausanne pour améliorer ses connaissances en français. Ensuite, Fritz Rumpf est autorisé d'étudier à l'École Städel à Francfort et à la Kunsthochschule de Cassel. Fortement attiré par la scène artistique berlinoise en rapide évolution, il s'installe dans la nouvelle capitale du Reich pour y poursuivre ses études à l'université des arts.
Il a pour camarades à l'École Städel Robert Forell, Johann Georg Mohr (de) et à Berlin Hugo Kauffmann.

## Amis

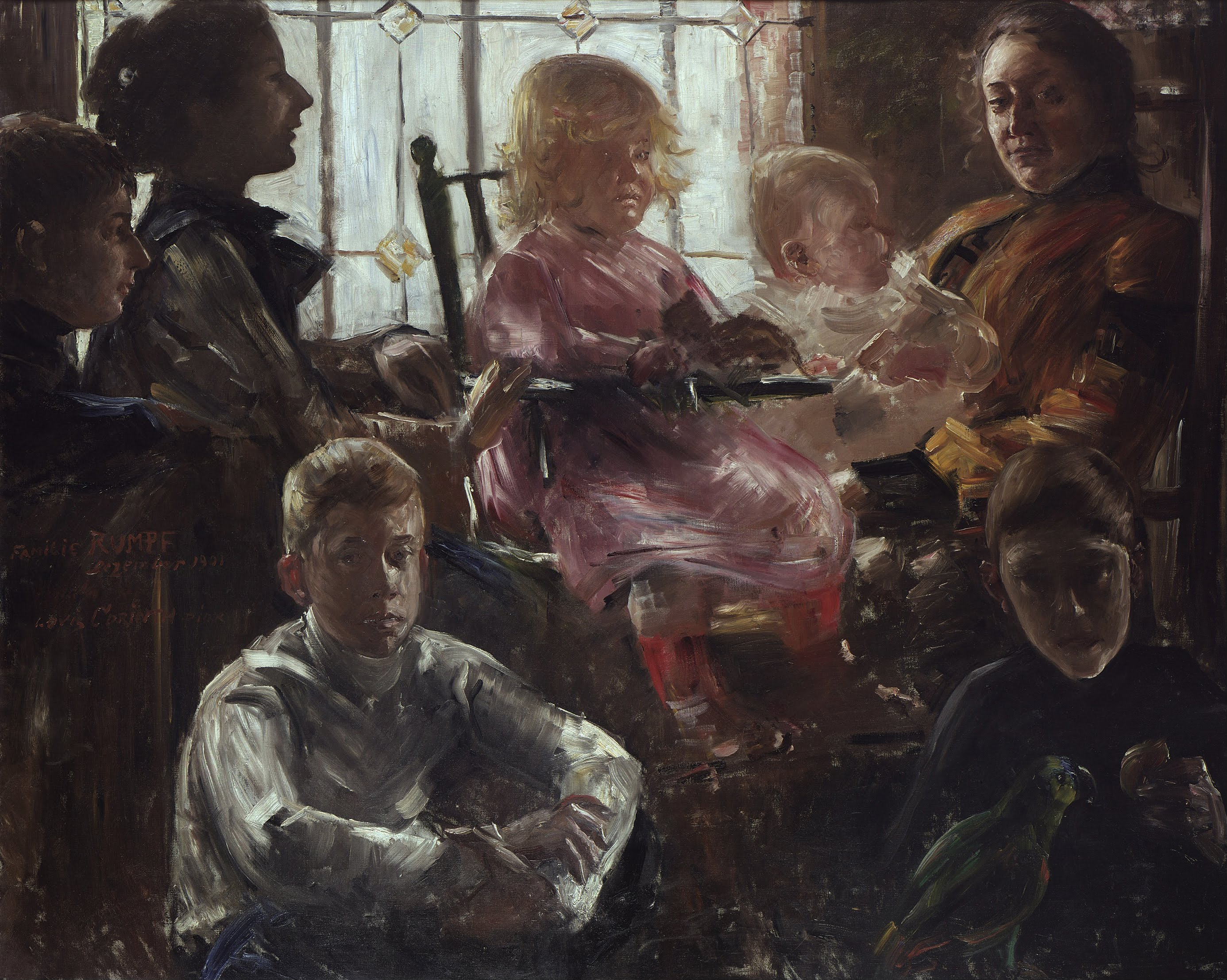
La Famille Rumpf par Lovis Corinth, 1901

Fritz Rumpf vit, parfois pendant plusieurs jours, entre amis dans sa villa. Henry van de Velde, Constantin Meunier, Max Liebermann, Max Slevogt, Walter Leistikow, Peter Behrens, Heinz Schiestl (de), son frère Rudolf Schiestl (de), le Norvégien Bernt Grønvold (sv) et Joseph Sattler font partie de son cercle d'amis. En 1901, Lovis Corinth crée le célèbre portrait de famille Margarethe Rumpf avec les six enfants assis dans une galerie de la salle à manger et un portrait de Fritz Rumpf. Le portrait de famille appartient à la Galerie nationale de Berlin depuis le décès de Fritz Rumpf, tandis que le portrait appartient au Martin-Gropius-Bau.

## Résidence d'été
Depuis 1913, la famille Fritz Rumpf est propriétaire d'une spacieuse maison de vacances située dans une propriété forestière à Szklarska Poręba, en Silésie, dans les monts des Géants. Elle est considérée comme le plus grand maison d'artistes en termes de superficie, accueillant notamment les frères Carl et Gerhart Hauptmann.